# Cantoña (Baños de Molgas)
Cantoña (llamada oficialmente San Mamede de Cantoña) es una parroquia española del municipio de Baños de Molgas, en la provincia de Orense, Galicia.

## Toponimia
La parroquia también es conocida por el nombre de San Mamed de Cantoña.

## Organización territorial
La parroquia está formada por dos entidades de población:

### Entidad de población
Entidad de población que forma parte de la parroquia:
- A Venda

### Despoblado
Despoblado que forma parte de la parroquia:
- Gaspar

## Demografía
| Gráfica de evolución demográfica de Cantoña entre 2000 y 2022 |
|                                                               |
| Datos según el nomenclátor publicado por el INE.              |